# Orvasca polydorus
Orvasca polydorus är en fjärilsart som beskrevs av Alexander Schintlmeister 1994. Orvasca polydorus ingår i släktet Orvasca och familjen tofsspinnare. Inga underarter finns listade i Catalogue of Life.